# FMトワイライト
『FMトワイライト』（エフエムトワイライト）は、東海・北陸地方のNHK-FMで、祝日を除く毎週月曜日 - 金曜日の18:00 - 18:50（JST）に放送された音楽番組である。1999年（平成11年）放送開始、2013年（平成25年）3月29日放送終了。

## 概要
NHK-FMの平日夕方6時台は地域別ローカル番組の編成で、各放送地域ではそれぞれ異なる番組が放送されていた。当番組は、元々名古屋放送局で愛知県向けに制作されていた『夕べのひととき』をベースに、放送範囲の拡大とリニューアルを経て終了まで続く形となったものである。
『夕べのひととき』は1990年（平成2年）4月改編で東海ブロックに放送が拡大され、岐阜・津・静岡の各放送局でもネットされるようになった。その後、福井・富山の両放送局にもネットされたが、金沢放送局はブロック化に反対し『金沢からのひととき』のタイトルで独自放送を続けた。
1999年（平成11年）4月改編でタイトルを『FMトワイライト』に変更、終了まで続く形となる。同時に金沢放送局にもネットされるようになる。

しかし、NHKは2000年代後半以降、FM放送のローカル番組を総合テレビの県域放送ができない大都市圏の県域局に特化する方針を打ち出す。東京放送センターの『サンセットパーク』が2011年（平成23年）3月で終了したのに続き、名古屋放送局も将来起こり得る東南海地震、南海地震への対策を兼ねて、ラジオのローカル番組の主軸をFMからラジオ第1放送（R1）に移行することにした。このためFMでの放送は2012年度限りで取りやめられることになり、2013年（平成25年）3月29日の放送を最後に14年間の歴史にピリオドを打った。4月以降はR1でスタートする同じく名古屋放送局制作の『夕刊 ゴジらじ』に事実上移行、これに伴い一部時間帯のローカルニュース・気象情報・お知らせ（R1同時であるので愛知県内では「東海3県、ないしは東海・北陸のニュース」など）を除き、FMにおける定時での愛知県域放送は終了となった。

## パーソナリティ
2010年度におけるパーソナリティは以下のとおり。
- 月曜 - ちぃぼー（シンガーソングライター）
- 火曜 - きりばやしひろき（マルチプレイヤー）
- 水曜 - 崎山弥生（バイオリニスト）
- 木曜 - 粥川なつ紀  （サックス奏者）
- 金曜 - 南かなこ（演歌歌手）・Katia　　※Katia（カチア）は番組内のコーナー担当

2011年度におけるパーソナリティは以下のとおり。
- 月曜 - ちぃぼー（シンガーソングライター）
- 火曜 - 剣持雄介（民謡歌手）
- 水曜 - 崎山弥生（バイオリニスト）
- 木曜 - 粥川なつ紀  （サックス奏者）
- 金曜 - 佐倉ユキ（シンガー＜アニメソング、J-Pop＞）

## 内容
各パーソナリティが曜日別に番組を担当する。
リスナーからの曲のリクエスト、お便りの紹介
共通のコーナー。
ゲストコーナー
演歌、歌謡曲、ポップスなどの様々な分野からゲストが招かれ、担当パーソナリティとのジャンルの垣根を越えた掛け合いが行われる。
パーソナリティ別コーナー
担当パーソナリティごとにそれぞれ個性的なコーナーが設けられている。
〜2010年度
- ちぃぼー 「ハッピー発信基地衛門」
- きりばやしひろき 「きりばやしひろきの あ One Two さん ハイ！」
- 崎山弥生 「My Favorite Songs （マイ・フェイバリット・ソングス）」
- 南かなこ 「SEXTA DA FOLIA （セスタ・ダ・フォリーア）」

〜2011年度
- ちぃぼー 「ハッピー発信基地衛門」
- 剣持雄介 「音信電信」
- 崎山弥生 「My Favorite Songs （マイ・フェイバリット・ソングス）」
- 粥川なつ紀 「コサモタでサウンド・ジャム」
- 佐倉ユキ 「音楽は世界を救う!(略してO・S・S)」

その他

## その他
- 石川県では2010年度以降の毎月最終金曜日は『FMジュークボックス』を放送するため、休止している（2013年度以降も継続）。